# Aristolochia fangchi
Aristolochia fangchi Y.C.Wu ex L.D.Chow & S.M.Hwang – gatunek rośliny z rodziny kokornakowatych (Aristolochiaceae Juss.). Występuje naturalnie w Chinach, w prowincjach Guangdong i Kuejczou oraz w regionie autonomicznym Kuangsi)

## Morfologia
PokrójBylina pnąca o trwałych i lekko owłosionych pędach.
LiścieMają podłużny lub podłużnie owalny kształt. Mają 6–16 cm długości oraz 3,5–5 cm szerokości. Są skórzaste. Nasada liścia ma zaokrąglony kształt. Z tępym lub ostrym wierzchołkiem. Są brązowe i owłosione od spodu. Ogonek liściowy jest owłosiony i ma długość 1–4 cm.
KwiatyZebrane są po 2–4 w gronach. Mają purpurową barwę z żółtymi plamkami, białe wewnątrz. Mają kształt wygiętej tubki. Dorastają do 40–50 mm długości i 8–10 mm szerokości. Łagiewka ułożona jest poziomo lub skośnie, jajowata u podstawy. Mają po 6 pręcików. Podsadki mają owalny lub okrągły kształt i są sercowate u nasady.
OwoceTorebki mają 5–10 cm długości i 3–5 cm szerokości. Pękają u podstawy.

## Biologia i ekologia
Rośnie w zaroślach i gęstych lasach. Występuje na wysokości od 500 do 1000 m n.p.m. Kwitnie od kwietnia do maja, natomiast owoce pojawiają się od lipca do września.

## Zastosowanie
Roślina zawiera kwas syryngowy. Ma on działanie antybakteryjne i przeciwutleniające.
Roślina zawiera także kwas arystolochowy, związek o dobrze udokumentowanym działaniu nefrotoksycznym i mutagennym, będący przyczyną tzw. „nefropatii ziół chińskich” skutkującej szybko postępującym włóknieniem nerek i rozwojem raka z nabłonka dróg moczowych u osób zażywających preparaty „odchudzające” zawierające Pin Yin (rodzaj roślin w tradycyjnej chińskiej klasyfikacji botanicznej).